# クラウディオ・スアレス
クラウディオ・スアレス・サンチェス (Claudio Suárez Sánchez, 1968年12月17日 - )は、メキシコ合衆国メキシコ州テスココ出身の元サッカー選手、サッカー指導者。現役時代のポジションはディフェンダー。　
アンドレス・グアルダードに抜かれるまではサッカーメキシコ代表における最多出場記録保持者であり、男子のサッカーA代表チーム全体においても、2位となる179キャップを保有している。

## クラブ経歴

### UNAM~グアダラハラ時代
スアレスは1988年にUNAMプーマスに入団。同クラブには8シーズン在籍し、うち1990-91年度にリーグチャンピオンとなった。
1996年にCDグアダラハラに移籍。1999年に退団するまでの3年間のうち、1997年度のベラーノ (1996-97年度リーグのうち、1997年中に行われた後期リーグ) で優勝を経験した。

### UANLティグレス
UANLティグレスに入団したスアレスは、2005年まで同クラブでプレーした。在籍中、2001年および2003年にティグレスは前期リーグで準優勝を経験した。ティグレス (とメキシコリーグ) でのラストゲームは、2005年の前期リーグのリギーリャ (優勝決定プレーオフ) 準決勝のCFモンテレイとの試合であり、この試合でスアレスは退場処分を受けた。

### チーヴァス･USA時代
2006年、スアレスはアメリカへ渡りメジャーリーグサッカーに所属するクラブ・デポルティボ・チーヴァス・USAへ入団した。
2009年3月8日、契約更新を巡る交渉が難航した末、スアレスは現役引退を表明したが、3月20日に撤回し、2009年度シーズンをチーヴァス・USAで送る事を発表したが、同年度の出場試合数は31試合中5試合にとどまった。
2010年3月26日に現役引退を発表するまで、スアレスは1994 FIFAワールドカップ出場選手のうち、最後まで現役生活を続行した選手であった。引退後は引き続きカリフォルニア州内に在住し、チーヴァス・USA時代のチームメイトであったラモン・ラミレスやマルティン・スニガと共に若年層を対象とするアカデミーおよびクリニックを運営する事となった。

## 代表経歴
スアレスは1992年よりメキシコ代表チームに招集されるようになり、1994年にはFIFAワールドカップアメリカ大会に出場した。
チーヴァス・USAに移籍した2006年、1994年･1998年に次ぐ3度目の出場を果たした。しかしこの大会においては、グループリーグ3試合および決勝トーナメント1回戦の計4試合のいずれにも、スアレスは出場はしなかった。
2007年3月25日、エスタディオ・ウニベルシタリオにてメキシコとパラグアイが開催された席上、スアレスはラモン・ラミレスとともにメキシコサッカー連盟より表彰された。

## 代表歴

### 出場大会
- メキシコ代表
  - 1994 FIFAワールドカップ
  - 1998 FIFAワールドカップ
  - 2006 FIFAワールドカップ

### 試合数
- 国際Aマッチ 179試合 6得点（1992年-2006年）[7]

| メキシコ代表 | 国際Aマッチ | 国際Aマッチ |
| 年           | 出場        | 得点        |
| ------------ | ----------- | ----------- |
| 1992         | 14          | 2           |
| 1993         | 21          | 0           |
| 1994         | 11          | 1           |
| 1995         | 15          | 1           |
| 1996         | 16          | 0           |
| 1997         | 22          | 0           |
| 1998         | 13          | 0           |
| 1999         | 19          | 0           |
| 2000         | 18          | 0           |
| 2001         | 20          | 2           |
| 2002         | 2           | 0           |
| 2003         | 1           | 0           |
| 2004         | 1           | 0           |
| 2005         | 1           | 0           |
| 2006         | 5           | 0           |
| 通算         | 179         | 6           |

## タイトル

### クラブ
- UNAMプーマス
  - プリメーラ・ディビシオン優勝: 1回 (1990-91年)

- CDグアダラハラ
  - プリメーラ・ディビシオン ベラーノ[8] 優勝: 1回 (1997年)

- UANLティグレス
  - インテルリーガ優勝: 1回 (2005年)

### 代表
- FIFAコンフェデレーションズカップ優勝: 1回 (1999)
- CONCACAFゴールドカップ優勝: 3回 (1993年, 1996年, 1998年)

## 関連書籍
- Cardiani, Enrique Leon  Historia de un Guerrero - Claudio Suarez (Giron Books 2008) ISBN 0981561403